# Neriene beccarii
Neriene beccarii là một loài nhện trong họ Linyphiidae.
Loài này thuộc chi Neriene. Neriene beccarii được Tord Tamerlan Teodor Thorell miêu tả năm 1890.